# 小野清美 (看護学者)
小野 清美（おの きよみ、1944年(昭和19年)7月 - ）は、日本の看護学者。専門は母性看護学。生理用品に関する著作で知られナプキン先生と呼ばれる。
岡山県出身。岡山大学医学部附属看護学校卒、同附属助産婦学校卒、佛教大学社会学部社会福祉学科卒。岡大附属病院の助産婦、順正短期大学、順正看護専門学校の母性看護学教員、夫の転勤で上京し、昭和大学医学部附属烏山看護学校教員、武蔵野市職員、1980年千葉県立衛生短期大学講師、1997年香川医科大学（現香川大学）医学部看護学科教授。2000年岡山大学医学部保健学科看護学専攻教授。2010年定年退任。

## 著書
- 『ナプキン先生の素敵なマンスリー・デイを』光雲社、1989
- 『自立をねがう性のしつけ 働く母親から娘たちへ』教育史料出版会、1990
- 『アンネナプキンの社会史』JICC出版局　1992、のち宝島社文庫
- 『女のトイレ事件簿 ナプキン先生性と生を語る』TOTO出版、1994

### 編著など
- 『産後の母と子の健康教育』奥田博之共監修、西日本法規出版、2004
- 『生理用品の45年の軌跡』編著、ふくろう出版、2006

## 参考
- 『ナプキン先生の素敵なマンスリー・デイを』著者紹介